# هاجر (جارية)
هاجر (توفيت سنة 646 هـ) هي جارية الخليفة المستنصر بالله العباسي، وأم ولده الخليفة المستعصم بالله آخر خلفاء العباسيين في العراق.

## حياتها
كانت جارية اشتراها الخليفة المستنصر بالله العباسي، وفي سنة 609 هـ أنجبت له ابنه عبد الله المستعصم بالله الذي اعتلى عرش الخلافة العباسية خلفاً لابيه سنة 640 هـ ليكون آخر خلفاء بني العباس في العراق بعد ان قتله المغول سنة 656 هـ وأنهوا الخلافة العباسية في بغداد. لكنها لم تشهد هذه الخاتمة إذ توفيت قبل ذلك بعشرة أعوام. كما أنجبت له ابنه الآخر الأمير أبو القاسم عبد العزيز.
وقد ذكرت كتب التاريخ رحلتها لأداء فريضة الحج وذلك في بداية خلافة ابنها، حيث انطلقت من بغداد سنة 641 هـ متوجهة لاداء مناسك الحج ثم عادت في السنة التالية.

## وفاتها
توفيت السيدة هاجر في سنة 646 هـ في خلافة ابنها المستعصم بالله , ودُفنت في التربة التي أمرت ببناءها في مقبرة الشيخ معروف غرب بغداد , حيث لم يبق اليوم أي اثر لتربتها.

## انجازاتها
عرف عن السيدة هاجر أم المستعصم اهتمامها بالاعمال الخيرية والإحسان إلى الفقراء، ومن أعمالها البارزة :
- بنائها لرباط للصوفية بشارع ابن رزق الله في الجانب الغربي من بغداد إلى الشرق من قبر الشيخ معروف الكرخي. إلا انها توفيت في سنة 646 هـ قبل إتمامه، وقد تم افتتاح الرباط في سنة 650 هـ وحضر الافتتاح ابنها الخليفة المستعصم بالله ووزيره ابن العلقمي وأرباب الدولة في احتفال مهيب. ولم يبق اثر اليوم لهذا الرباط.
- بناءها تربة لتدفن بها بجانب الرباط. وبالفعل دفنت في تربتها تحت القبة، ولم يبق اثر اليوم لهذه التربة.
- كان لها سبيل في طريق الحج يُنفَق فيه على فقراء الحجاج والمنقطعين في طريقه ويسقي العطاشى.

## وصلات خارجية
سيدات البلاط العباسي.مصطفى جواد